# Materna (imię)
Materna – imię żeńskie pochodzenia łacińskiego, notowane w Polsce po raz pierwszy w 1459 roku, żeński odpowiednik imienia Matern, które pochodzi od wyrazu pospolitego (później przydomka) oznaczającego „macierzyński”. Materna oznacza zatem „macierzyńska”.
Materna imieniny obchodzi 2 czerwca, jako wspomnienie św. Materny, towarzyszki św. Fotyna, biskupa Lyonu, wspominanego razem z towarzyszami, m.in. św. Blandyną.